# Liste des entraîneurs champions d'Allemagne de football
Ceci est une liste des entraîneurs champion d'Allemagne de football.
Udo Lattek est l'entraîneur ayant été le plus de fois titré, 5 fois avec le Bayern Munich et 3 fois avec le Borussia Mönchengladbach soit 8 fois champion d'Allemagne. Il a été le premier entraîneur à remporter trois titres, c'était avec le Bayern, entre 1972 et 1974, puis avec Mönchengladbach pour les titres de 1976 & 1977, avant de revenir au Bayern et refaire la passe de trois, de 1985 à 1987.
Le premier entraîneur à avoir remporté trois championnats est Hans Schmidt, il sera aussi le premier à en remporter quatre, 12 ans après son troisième titre. Ce qui fait également de lui le premier entraîneur à remporter un championnat avec deux clubs différents.
L'Autrichien Leopold Nitsch a pu être champion d'Allemagne avec le Rapid Vienne car les clubs autrichiens ont pu participer à la Gauliga durant l'Anschluss.
Pep Guardiola est l'entraîneur étranger le plus titré, avec 3 titres consécutifs avec le Bayern Munich entre 2014 et 2016.
Aucun entraîneur n'a remporté 4 titres consécutifs ni remporté le championnat avec trois clubs différents.

## Meisterschaft (1903-1933), Gauliga (1934-1944)
| Saison |                         | Entraîneurs                | Club               |
| ------ | ----------------------- | -------------------------- | ------------------ |
| 1903   | ?                       | ?                          | VfB Leipzig        |
| 1905   | ?                       | ?                          | Union Berlin       |
| 1906   | ?                       | ?                          | VfB Leipzig        |
| 1907   | ?                       | ?                          | Fribourg FC        |
| 1908   | ?                       | ?                          | Viktoria Berlin    |
| 1909   |                         | Arthur Beier (en)          | Phönix Karlsruhe   |
| 1910   | Drapeau de l'Angleterre | William Townley            | Karlsruher FV      |
| 1911   | ?                       | ?                          | Viktoria Berlin    |
| 1912   | ?                       | ?                          | Holstein Kiel      |
| 1913   | ?                       | ?                          | VfB Leipzig        |
| 1914   |                         | Karl Burger (en)           | SpVgg Fürth        |
| 1920   | ?                       | ?                          | FC Nuremberg       |
| 1921   |                         | Gyula Biro (en)            | FC Nuremberg       |
| 1923   | Drapeau de l'Angleterre | A.W. Turner (en)           | Hambourg SV        |
| 1924   | ?                       | ?                          | FC Nuremberg       |
| 1925   | ?                       | ?                          | FC Nuremberg       |
| 1926   | Drapeau de l'Allemagne  | Josef Müller               | SpVgg Fürth        |
| 1927   | Drapeau de l'Angleterre | Fred Spiksley (en)         | FC Nuremberg       |
| 1928   | Drapeau de l'Allemagne  | Rudi Agte (en)             | Hambourg SV        |
| 1929   | Drapeau de l'Allemagne  | Hans Krauß (en)            | SpVgg Fürth        |
| 1930   | Drapeau de l'Allemagne  | Richard Girulatis (en)     | Hertha Berlin      |
| 1931   | Drapeau de l'Allemagne  | Richard Girulatis (en) (2) | Hertha Berlin      |
| 1932   | Drapeau de l'Autriche   | Richard Kohn               | Bayern Munich      |
| 1933   | Drapeau de l'Allemagne  | Heinz Körner (en)          | Fortuna Düsseldorf |
| 1934   |                         | HansSchmidt                | Schalke 04         |
| 1935   |                         | HansSchmidt (2)            | Schalke 04         |
| 1936   |                         | Karl Michalke (en)         | FC Nuremberg       |
| 1937   |                         | HansSchmidt (3)            | Schalke 04         |
| 1938   |                         | Robert Fuchs               | Hanovre 96         |
| 1939   |                         | Otto Faist (en)            | Schalke 04         |
| 1940   |                         | Otto Faist (en) (2)        | Schalke 04         |
| 1941   | Drapeau de l'Autriche   | Leopold Nitsch             | Rapid Vienne       |
| 1942   |                         | Otto Faist (en) (3)        | Schalke 04         |
| 1943   |                         | Georg Köhler (en)          | Dresdner SC        |
| 1944   |                         | Georg Köhler (en) (2)      | Dresdner SC        |

## Oberligen (1947-1963)
| Saison |                                                               | Entraîneurs                | Club                |
| ------ | ------------------------------------------------------------- | -------------------------- | ------------------- |
| 1948   | Drapeau de l'Allemagne                                        | Josef Schmitt (en)         | FC Nuremberg        |
| 1949   | Drapeau de l'Allemagne                                        | HansSchmidt (4)            | VfR Mannheim        |
| 1950   | Drapeau de l'Allemagne                                        | Georg Wurzer (en)          | VfB Stuttgart       |
| 1951   | Drapeau de l'Allemagne                                        | Richard Schneider (en)     | Kaiserslautern      |
| 1952   | Drapeau de l'Allemagne                                        | Georg Wurzer (en) (2)      | VfB Stuttgart       |
| 1953   | Drapeau de l'Allemagne                                        | Richard Schneider (en) (2) | Kaiserslautern      |
| 1954   | Drapeau de l'Allemagne                                        | Helmut Kronsbein (en)      | Hanovre 96          |
| 1955   | Drapeau de l'Allemagne                                        | Fritz Szepan               | Rot-Weiss Essen     |
| 1956   | Drapeau de l'Allemagne                                        | Helmut Schneider           | Borussia Dortmund   |
| 1957   | Drapeau de l'Allemagne                                        | Helmut Schneider (2)       | Borussia Dortmund   |
| 1958   | Drapeau de l'Autriche                                         | Eduard Frühwirth (en)      | Schalke 04          |
| 1959   | Drapeau de l'Allemagne                                        | Paul Oßwald                | Eintracht Francfort |
| 1960   | Drapeau de l'Allemagne                                        | Günter Mahlmann (en)       | Hambourg SV         |
| 1961   | Drapeau de l'Allemagne                                        | Herbert Widmayer           | FC Nuremberg        |
| 1962   | Drapeau de la République fédérative socialiste de Yougoslavie | Zlatko Čajkovski           | FC Cologne          |
| 1963   | Drapeau de l'Allemagne                                        | Hermann Eppenhoff (en)     | Borussia Dortmund   |

## Bundesliga (de 1963 à nos jours)
| Saison    |                                                               | Entraîneurs              | Club                |
| --------- | ------------------------------------------------------------- | ------------------------ | ------------------- |
| 1963-64   | Drapeau de l'Allemagne                                        | Georg Knöpfle (en)       | FC Cologne          |
| 1964-65   | Drapeau de l'Allemagne                                        | Willi Multhaup           | Werder Brême        |
| 1965-66   | Drapeau de l'Autriche                                         | Max Merkel               | 1860 Munich         |
| 1966-67   | Drapeau de l'Allemagne                                        | Helmuth Johannsen (en)   | Eintracht Brunswick |
| 1967-68   | Drapeau de l'Autriche                                         | Max Merkel (2)           | FC Nuremberg        |
| 1968-69   | Drapeau de la République fédérative socialiste de Yougoslavie | Branko Zebec             | Bayern Munich       |
| 1969-70   | Drapeau de l'Allemagne                                        | Hennes Weisweiler        | Mönchengladbach     |
| 1970-71   | Drapeau de l'Allemagne                                        | Hennes Weisweiler (2)    | Mönchengladbach     |
| 1971-72   | Drapeau de l'Allemagne                                        | Udo Lattek               | Bayern Munich       |
| 1972-73   | Drapeau de l'Allemagne                                        | Udo Lattek (2)           | Bayern Munich       |
| 1973-74   | Drapeau de l'Allemagne                                        | Udo Lattek (3)           | Bayern Munich       |
| 1974-75   | Drapeau de l'Allemagne                                        | Hennes Weisweiler (3)    | Mönchengladbach     |
| 1975-76   | Drapeau de l'Allemagne                                        | Udo Lattek (4)           | Mönchengladbach     |
| 1976-77   | Drapeau de l'Allemagne                                        | Udo Lattek (5)           | Mönchengladbach     |
| 1977-78   | Drapeau de l'Allemagne                                        | Hennes Weisweiler (4)    | FC Cologne          |
| 1978-79   | Drapeau de la République fédérative socialiste de Yougoslavie | Branko Zebec (2)         | Hambourg SV         |
| 1979-80   | Drapeau de la Hongrie                                         | Pál Csernai              | Bayern Munich       |
| 1980-81   | Drapeau de la Hongrie                                         | Pál Csernai (2)          | Bayern Munich       |
| 1981-82   | Drapeau de l'Autriche                                         | Ernst Happel             | Hambourg SV         |
| 1982-83   | Drapeau de l'Autriche                                         | Ernst Happel (2)         | Hambourg SV         |
| 1983-84   | Drapeau de l'Allemagne                                        | Helmut Benthaus          | VfB Stuttgart       |
| 1984-85   | Drapeau de l'Allemagne                                        | Udo Lattek (6)           | Bayern Munich       |
| 1985-86   | Drapeau de l'Allemagne                                        | Udo Lattek (7)           | Bayern Munich       |
| 1986-87   | Drapeau de l'Allemagne                                        | Udo Lattek (8)           | Bayern Munich       |
| 1987-88   | Drapeau de l'Allemagne                                        | Otto Rehhagel            | Werder Brême        |
| 1988-89   | Drapeau de l'Allemagne                                        | Jupp Heynckes            | Bayern Munich       |
| 1989-90   | Drapeau de l'Allemagne                                        | Jupp Heynckes (2)        | Bayern Munich       |
| 1990-91   | Drapeau de l'Allemagne                                        | Karl-Heinz Feldkamp (en) | Kaiserslautern      |
| 1991-92   | Drapeau de l'Allemagne                                        | Christoph Daum           | VfB Stuttgart       |
| 1992-93   | Drapeau de l'Allemagne                                        | Otto Rehhagel (2)        | Werder Brême        |
| 1993-94   | Drapeau de l'Allemagne                                        | Franz Beckenbauer        | Bayern Munich       |
| 1994-95   | Drapeau de l'Allemagne                                        | Ottmar Hitzfeld          | Borussia Dortmund   |
| 1995-96   | Drapeau de l'Allemagne                                        | Ottmar Hitzfeld (2)      | Borussia Dortmund   |
| 1996-97   | Drapeau de l'Italie                                           | Giovanni Trapattoni      | Bayern Munich       |
| 1997-98   | Drapeau de l'Allemagne                                        | Otto Rehhagel (3)        | Kaiserslautern      |
| 1998-99   | Drapeau de l'Allemagne                                        | Ottmar Hitzfeld (3)      | Bayern Munich       |
| 1999-2000 | Drapeau de l'Allemagne                                        | Ottmar Hitzfeld (4)      | Bayern Munich       |
| 2000-01   | Drapeau de l'Allemagne                                        | Ottmar Hitzfeld (5)      | Bayern Munich       |
| 2001-02   | Drapeau de l'Allemagne                                        | Matthias Sammer          | Borussia Dortmund   |
| 2002-03   | Drapeau de l'Allemagne                                        | Ottmar Hitzfeld (6)      | Bayern Munich       |
| 2003-04   | Drapeau de l'Allemagne                                        | Thomas Schaaf            | Werder Brême        |
| 2004-05   | Drapeau de l'Allemagne                                        | Felix Magath             | Bayern Munich       |
| 2005-06   | Drapeau de l'Allemagne                                        | Felix Magath (2)         | Bayern Munich       |
| 2006-07   | Drapeau de l'Allemagne                                        | Armin Veh                | VfB Stuttgart       |
| 2007-08   | Drapeau de l'Allemagne                                        | Ottmar Hitzfeld (7)      | Bayern Munich       |
| 2008-09   | Drapeau de l'Allemagne                                        | Felix Magath (3)         | VfL Wolfsburg       |
| 2009-10   | Drapeau des Pays-Bas                                          | Louis van Gaal           | Bayern Munich       |
| 2010-11   | Drapeau de l'Allemagne                                        | Jürgen Klopp             | Borussia Dortmund   |
| 2011-12   | Drapeau de l'Allemagne                                        | Jürgen Klopp (2)         | Borussia Dortmund   |
| 2012-13   | Drapeau de l'Allemagne                                        | Jupp Heynckes (3)        | Bayern Munich       |
| 2013-14   | Drapeau de l'Espagne                                          | Pep Guardiola            | Bayern Munich       |
| 2014-15   | Drapeau de l'Espagne                                          | Pep Guardiola (2)        | Bayern Munich       |
| 2015-16   | Drapeau de l'Espagne                                          | Pep Guardiola (3)        | Bayern Munich       |
| 2016-17   | Drapeau de l'Italie                                           | Carlo Ancelotti          | Bayern Munich       |
| 2017-18   | Drapeau de l'Allemagne                                        | Jupp Heynckes (4)        | Bayern Munich       |
| 2018-19   | Drapeau de la Croatie                                         | Niko Kovač               | Bayern Munich       |
| 2019-20   | Drapeau de l'Allemagne                                        | Hansi Flick              | Bayern Munich       |
| 2020-21   | Drapeau de l'Allemagne                                        | Hansi Flick (2)          | Bayern Munich       |
| 2021-22   | Drapeau de l'Allemagne                                        | Julian Nagelsmann        | Bayern Munich       |
| 2022-23   | Drapeau de l'Allemagne                                        | Thomas Tuchel            | Bayern Munich       |
| 2023-24   | Drapeau de l'Espagne                                          | Xabi Alonso              | Bayer Leverkusen    |
| 2024-25   | Drapeau de la Belgique                                        | Vincent Kompany          | Bayern Munich       |

## Par entraîneur
| Rang | Nom               | Titre | Club(s)                                  | Années                                         |
| ---- | ----------------- | ----- | ---------------------------------------- | ---------------------------------------------- |
| 1    | Udo Lattek        | 8     | Bayern Munich (6), Mönchengladbach (2)   | 1972, 1973, 1974, 1976, 1977, 1985, 1986, 1987 |
| 2    | Ottmar Hitzfeld   | 7     | Borussia Dortmund (2), Bayern Munich (5) | 1995, 1996, 1999, 2000, 2001, 2003, 2008       |
| 3    | Hans Schmidt      | 4     | Schalke 04 (3), VfR Mannheim (1)         | 1934, 1935, 1937, 1949                         |
| -    | Hennes Weisweiler | 4     | Mönchengladbach (3), FC Cologne (1)      | 1970, 1971, 1975, 1978                         |
| -    | Jupp Heynckes     | 4     | Bayern Munich                            | 1989, 1990, 2013, 2018                         |
| 6    | Otto Faist        | 3     | Schalke 04                               | 1939, 1940, 1942                               |
| -    | Otto Rehhagel     | 3     | Werder Brême (2), FC Kaiserslautern (1)  | 1988, 1993, 1998                               |
| -    | Felix Magath      | 3     | Bayern Munich (2), VfL Wolfsburg (1)     | 2005, 2006, 2009                               |
| -    | Pep Guardiola     | 3     | Bayern Munich                            | 2014, 2015, 2016                               |
| 10   | Richard Girulatis | 2     | Hertha Berlin                            | 1930, 1931                                     |
| -    | Georg Köhler      | 2     | Dresdner SC                              | 1943, 1944                                     |
| -    | Georg Wurzer      | 2     | VfB Stuttgart                            | 1950, 1952                                     |
| -    | Richard Schneider | 2     | FC Kaiserslautern                        | 1951, 1953                                     |
| -    | Helmut Schneider  | 2     | Borussia Dortmund                        | 1956, 1957                                     |
| -    | Max Merkel        | 2     | 1860 Munich, FC Nuremberg                | 1966, 1968                                     |
| -    | Branko Zebec      | 2     | Bayern Munich, Hambourg SV               | 1969, 1979                                     |
| -    | Pál Csernai       | 2     | Bayern Munich                            | 1980, 1981                                     |
| -    | Ernst Happel      | 2     | Hambourg SV                              | 1982, 1983                                     |
| -    | Jürgen Klopp      | 2     | Borussia Dortmund                        | 2011, 2012                                     |
| -    | Hansi Flick       | 2     | Bayern Munich                            | 2020, 2021                                     |

## Par nationalité
| Pays        | Entraîneurs | Total |
| ----------- | ----------- | ----- |
| Allemagne   | 42          | 76    |
| Autriche    | 4           | 6     |
| Angleterre  | 3           | 3     |
| Yougoslavie | 2           | 3     |
| Hongrie     | 2           | 3     |
| Espagne     | 2           | 4     |
| Italie      | 2           | 2     |
| Pays-Bas    | 1           | 1     |
| Croatie     | 1           | 1     |
| Belgique    | 1           | 1     |